# Smallanthus sonchifolius
Lo yacón (Smallanthus sonchifolius), anche conosciuta come patata yacón o patata dei diabetici, è un tubero originario della Cordigliera delle Ande le cui radici e foglie sono consumate, per la loro consistenza croccante e sapore dolce, in diversi paesi dell'America Latina. Recentemente è stata introdotta nei mercati agricoli e di alimentazione naturale dietetica negli Stati Uniti e il suo consumo alimentare si sta rapidamente diffondendo anche in altri continenti.

## Descrizione

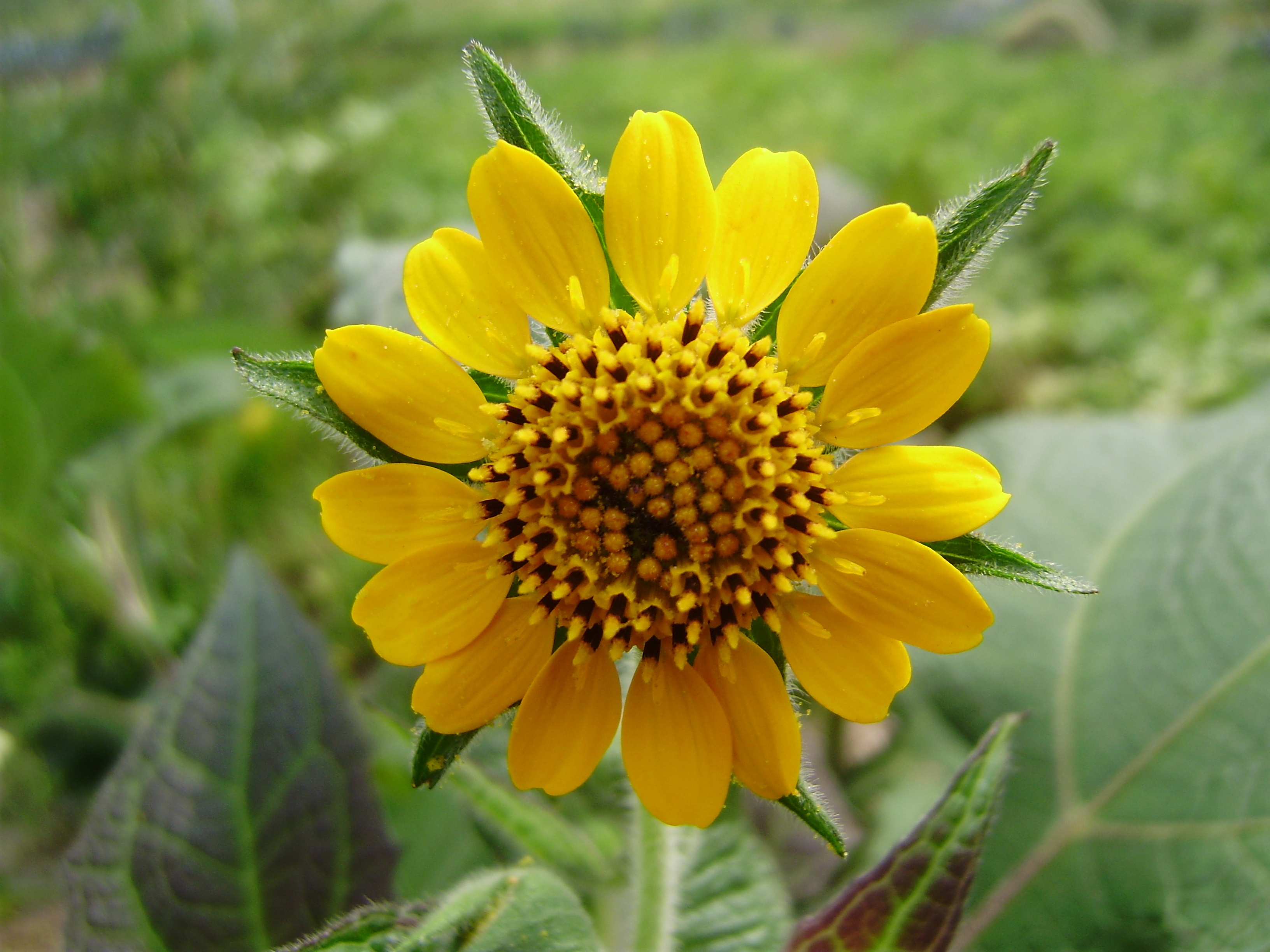
Fiore di yacon

Lo yacón è un parente stretto del girasole e del topinambur. A differenza di molti altri ortaggi a radice addomesticati dalle popolazioni indigene delle Ande (ulluco, ossalide e mashua), lo yacón non è sensibile al fotoperiodismo e può produrre una resa commerciale nelle regioni subtropicali, così come nelle regioni montuose.
Lo yacón è un'erba perenne che cresce fino a 2,5 metri di altezza. Il fusto è cilindrico  e cavo quando la pianta è matura. Le foglie sono opposte e deltoidi. La loro superficie superiore è pelosa. I tuberi sotterranei sono costituiti da rizomi ramificati che presentano fino a 20 radici tuberose. I rizomi producono continuamente germogli fogliari, mentre le radici costituiscono il principale prodotto economico della pianta. Le radici possono raggiungere lunghezze fino a 25 cm, larghezze di 10 cm e possono raggiungere un peso di 0,2 kg – 2,0 kg. Il colore dipende dalla varietà e va dal bianco al rosa al marrone. Le temperature gelide causano la morte delle parti fuori terra; la pianta germoglierà nuovamente dal rizoma in condizioni favorevoli di temperatura e umidità. L'intervallo di temperatura di crescita ottimale è 18–25 °C.
Le piante di yacón producono fiori piccoli e poco appariscenti alla fine della stagione di crescita. I tempi di fioritura dipendono fortemente dalle condizioni ambientali. Se le condizioni ambientali sono favorevoli, la fioritura inizia 6–7 mesi dopo la semina e raggiunge il picco circa due mesi dopo. Il capolino di colore dal giallo all'arancione è uno pseudanthium (cioè un capolino apparente che è in realtà composto da diversi fiori). Ogni capolino è ermafrodita e unisce fiori femminili e maschili in uno pseudanto. I semi sono conservati all'interno di acheni, che sono di colore marrone scuro. In generale la produzione di semi è piuttosto bassa; alcuni ecotipi non producono alcun seme, a causa della sterilità del polline. Le piante prodotte dai semi impiegano più tempo a maturare rispetto a quelle cresciute dai tuberi o dai rizomi.

## Coltivazione

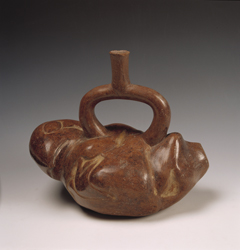
Bottiglia Mochica che rappresenta una radice di yacón.

Lo yacón può essere facilmente coltivato negli orti in climi con solo gelate leggere. Cresce bene a Kathmandu, in Nepal, nell'Australia meridionale (compresa la Tasmania) e in Nuova Zelanda, dove il clima è mite e la stagione di crescita lunga. La pianta è stata introdotta in Giappone negli anni '80 e da lì la sua coltivazione si è diffusa in altri paesi asiatici, in particolare Corea del Sud, Cina e Filippine ed è ora ampiamente disponibile nei mercati di quei paesi.
Al di fuori del suo areale di coltivazione tradizionale, lo yacon viene piantato in un letto ben scavato all'inizio della primavera, vicino al periodo dell'ultima gelata prevista. Mentre le parti aeree vengono danneggiate dalle temperature gelide, i tuberi non vengono danneggiati a meno che non si congelino. Lo yacón è una coltivazione vigorosa, proprio come il topinambur. Le piante crescono meglio con se fertilizzate.
Dopo le prime gelate, le parti aeree muoiono e le radici tuberose sono pronte per essere raccolte. I rizomi perenni vengono lasciati nel terreno per la propagazione del raccolto successivo o, in alternativa, possono essere conservati in frigorifero o sepolti al riparo dalle temperature gelide fino alla primavera.

## Usi

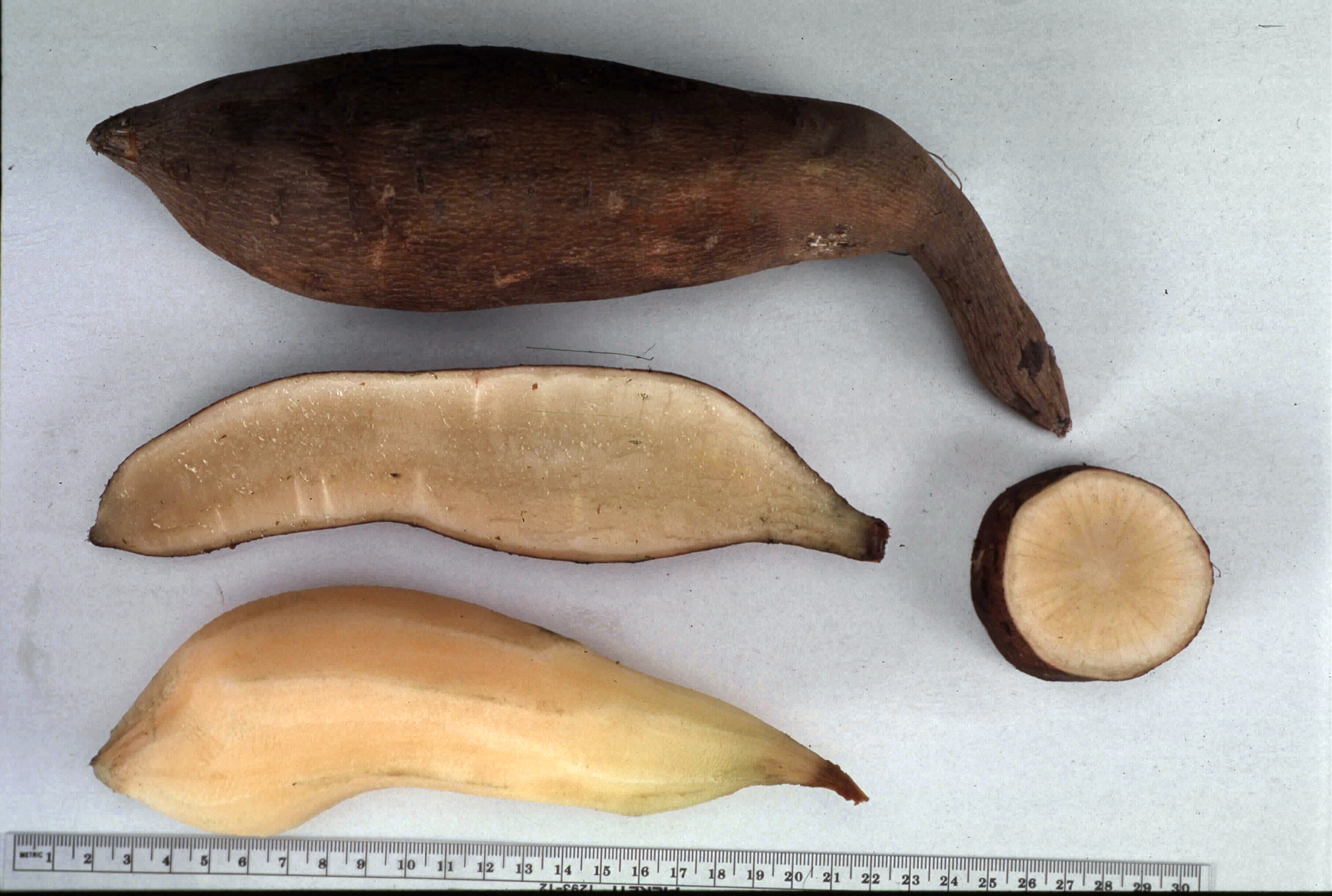
Tuberi di yacon

Generalmente lo yacón viene coltivato in diversi paesi per uso alimentare e medicinale. Dal 1960 la coltivazione si è diffusa dal Sud America a paesi come la Nuova Zelanda e il Giappone.
I tuberi possono essere consumati crudi, bolliti, disidratati, arrostiti o trasformati in bevande, marmellate, sciroppi, aceto, farina, patatine e succhi. Se consumati freschi risultano dolci e croccanti.
Sebbene i tuberi commestibili di dimensioni utilizzabili si sviluppino abbastanza presto nella stagione, hanno un sapore molto più dolce dopo che sono maturati e sono stati esposti al gelo. Dopo la raccolta, i tuberi lasciati al sole a indurire hanno un sapore molto migliore di quelli consumati subito.
I tuberi raccolti possono essere conservati per diversi mesi, tuttavia il contenuto di frutto-oligosaccaridi (FOS) diminuisce nel tempo. Se la temperatura di conservazione si mantiene a 1 grado, anche la tramutazione dei frutto-oligosaccaridi in glucosio, fruttosio e saccarosio rallenterà.
Oltre che come alimento funzionale viene utilizzata nel trattamento del colesterolo alto e del diabete, dato che i tuberi contengono molti fruttani, principalmente inulina e frutto-oligosaccaridi, composti resistenti ai succhi gastrici e che passando attraverso il tubo digerente senza essere metabolizzati, apportando meno calorie e svolgendo funzioni simili agli alimenti che contengono fibre alimentari. Può essere considerata un cibo probiotico.
I FOS, non essendo metabolizzati, favoriscono l'assorbimento del glucosio nei tessuti periferici, migliorando la sensibilità all'insulina nel fegato, inoltre aumentano la secrezione di insulina nel pancreas, aiutando ad abbassare la glicemia, fatto che rende lo yacón particolarmente indicata per i soggetti che tendono all'iperglicemia (da cui il nome patata dei diabetici).
Altro beneficio dei FOS e la regolazione dei grassi nell'organismo e la riduzione della sintesi dei trigliceridi nel fegato, aiutando il controllo di colesterolo e trigliceridi.
L'abbondanza di fibre solubili aumenta la sensazione di sazietà e il basso tenore calorico lo rendono un alimento dietetico.
Come tutti gli alimenti contenenti fibre una volta raggiunto il colon vengono fermentate dai bifidobatteri, favorendo l'evacuazione e l'eliminazione dei batteri patogeni., l'equilibrio della flora intestinale, l'assorbimento di alcuni minerali, come calcio, fosforo, zinco e magnesio, ottimi per le ossa.
Inoltre, la patata yacon è ricca di acido caffeico, un composto fenolico che ha proprietà antiossidanti e antinfiammatorie e, utile per la prevenzione alcuni tipi di cancro, come il cancro al colon. Inoltre, può contribuire a migliorare il sistema immunitario e regolare la pressione sanguigna.